# 奥克费尔登
奥克费尔登（法語：Hochfelden，发音：[okfɛldən] 或 [oxfɛldən]）是法国下莱茵省的一个市镇，属于萨韦尔讷区和布克斯维莱尔县（Bouxwiller）。该市镇总面积12.09平方公里，2009年时的人口为3281人。

## 人口
欧克费尔登人口变化图示